# Nižneilimskij rajon
Il Nižneilimskij rajon (in russo Нижнеилимский район?) è un rajon dell'Oblast' di Irkutsk, nella Russia asiatica; il capoluogo è Železnogorsk-Ilimskij. Istituito il 28 giugno 1926, ricopre una superficie di 58.659 chilometri quadrati e ospita una popolazione di circa 36.000 abitanti.